# Микротопоним
Микротопо́ним — один из видов топонимов, название небольшого местного объекта, как правило, физико-географического или находящегося внутри поселения (луга, поля, рощи, улицы, угодья, урочища, сенокоса, выгона, топи, лесосеки, гари, пастбища, колодца, ключа, омута, порога и т. д.).
Совокупность микротопонимов на какой-либо территории называется микротопонимия. Обычно микротопонимы известны лишь ограниченному кругу людей, проживающих в определённой местности.
Микротопонимы изучает научная дисциплина, которая называется микротопонимика (раздел топонимики).